# Bogusława Tomasiak
Bogusława Tomasiak z domu Kozłowska (ur. 11 października 1952 w Poznaniu) – polska wioślarka, medalista mistrzostw Europy, trenerka, olimpijka z Montrealu 1976 i Moskwy 1980.
W trakcie kariery sportowej reprezentowała klub SKS Start Posnania. Trzykrotna mistrzyni Polski w latach 1973–1975.
Brązowa medalistka mistrzostw Europy z roku 1973 w czwórce ze sternikiem (partnerkami były: Anna Karbowiak, Małgorzata Kawalska, Barbara Wojciechowska, Marta Pełeszok (sterniczka)).
Uczestniczka mistrzostw świata w:
- roku 1974 w czwórce ze sternikiem, podczas których polska osada (partnerkami były: Anna Karbowiak, Małgorzata Kawalska, Barbara Wojciechowska, Marta Pełeszok (sternik)) zajęła 6. miejsce.
- roku 1975 w ósemce (partnerkami były: Róża Data, Anna Brandysiewicz, Danuta Konkalec, Maria Stadnicka, Ryszarda Marek, Aleksandra Bartłomowicz, Izabella Rokicka, Magdalena Drążewska (sternik))[1]. Polska osada zajęła 8. miejsce.

Na igrzyskach olimpijskich w roku 1976 w Montrealu wystartowała w ósemkach (partnerkami były: Anna Brandysiewicz, Aleksandra Kaczyńska, Barbara Wenta (Wojciechowska), Danuta Konkalec, Róża Data, Maria Stadnicka, Mieczysława Franczyk, Dorota Zdanowska (sternik)). Polska osada zajęła 7. miejsce.
Na igrzyskach olimpijskich w roku 1980 w Moskwie wystartowała w czwórce podwójnej (partnerkami były: Aleksandra Kaczyńska, Mariola Abrahamczyk, Maria Kobylińska, Maria Dzieża (sternik)). Polska osada zajęła 5. miejsce.
Żona olimpijczyka Adama Tomasiaka.